# SPHEREx
SPHEREx (Spectro-Photometer for the History of the Universe, Epoch of Reionization, and Ices Explorer) ist ein Weltraumteleskop für das nahe Infrarot, das eine Himmelsdurchmusterung durchführen soll, um die Nahinfrarot-Spektren von etwa 450 Millionen Galaxien zu erfassen. Im Februar 2019 wurde SPHEREx von der NASA als nächste Medium-Class-Explorer-Mission ausgewählt. Das Teleskop wurde im März 2025 mit einer Falcon-9-Trägerrakete von der Vandenberg Space Force Base gestartet. Leitender Wissenschaftler ist James Bock vom California Institute of Technology (Caltech) in Pasadena, Kalifornien.

## Missionsablauf
Geplant ist, dass SPHEREx mit einem Spektralphotometer eine vollständige Himmelsdurchmusterung durchführt, bei der Spektren im nahen Infrarotbereich von 0,75 bis 5,0 Mikrometern erfasst werden. Es soll dabei nur ein einziges Instrument mit einem einzigen Beobachtungsmodus und ohne bewegliche Teile einsetzen, um den gesamten Himmel (in 96 verschiedenen Farbbändern, was die Farbauflösung früherer All-Sky-Karten bei weitem übertrifft) während seiner nominell 25-monatigen Mission viermal zu kartieren. Die entscheidende Technologie wird ein linearer variabler Filter sein, wie er auch im LEISA-Instrument der Mission New Horizons eingesetzt wird.
SPHEREx soll die Spektren von etwa 450 Millionen Galaxien messen, woraus sich jeweils deren Rotverschiebung ermitteln lässt. Insbesondere sollen die Signale des Intra-Halo-Lichts und aus der Reionisierungsepoche untersucht werden, um die Ursachen der Inflation im frühen Universum, den Ursprung und die Entwicklung von Galaxien und den Ursprung von Wasser in Planetensystemen zu erforschen.
SPHEREx soll damit die spektroskopischen Durchmusterungen von Euclid und des geplanten Nancy Grace Roman Space Telescope ergänzen. Die erwarteten hochpräzisen Rotverschiebungsdaten der Vordergrundgalaxien, die SPHEREx zusammen mit der Messung von schwachen Gravitationslinsen der Hintergrundgalaxien von Euclid und dem Nancy Grace Roman Space Telescope liefern soll, würden eine direkte Bestimmung der Verteilung der Dunklen Materie erlauben, die die Vordergrundgalaxien umgibt. Die SPHEREx-Durchmusterung im Bereich niedriger Rotverschiebungen soll es ermöglichen, die Inflationsparameter unabhängig zu messen und somit neue Erkenntnisse zu gewinnen.

## Sonde und Teleskop

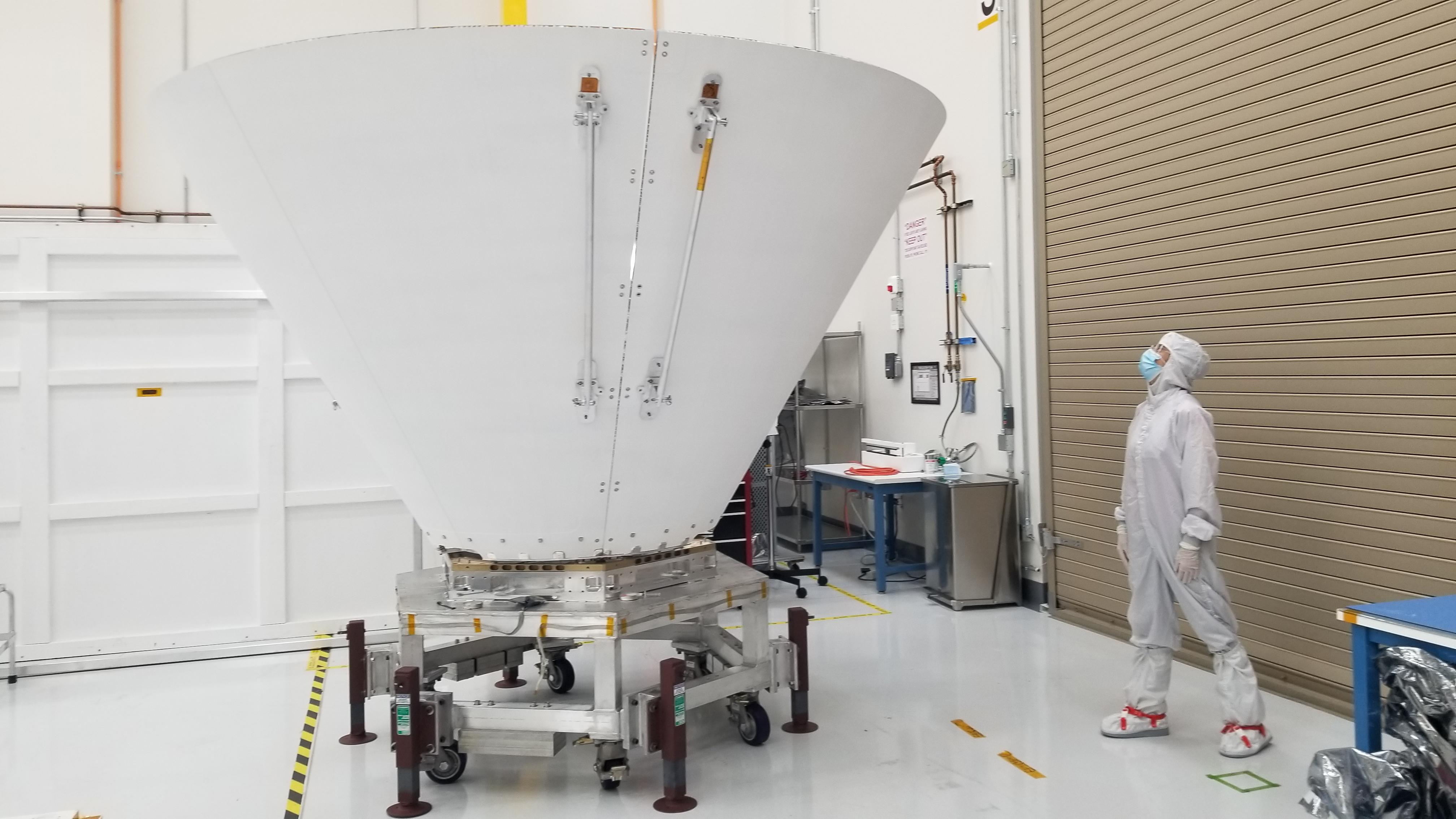
Äußere Abschirmung

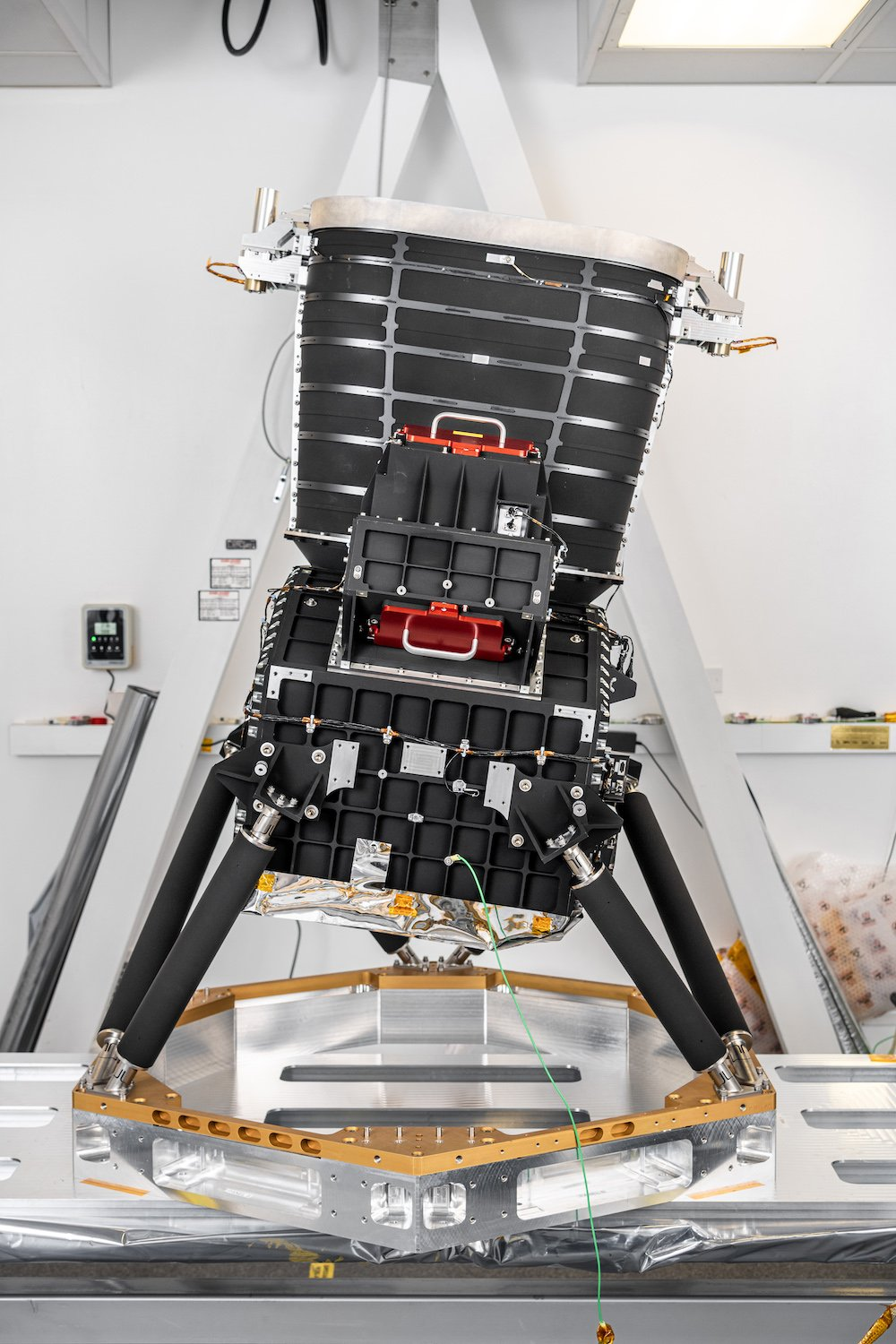
Teleskop und Sensoren

Das Dreifach-Spiegelteleskop hat einen Öffnungsdurchmesser von 20 Zentimetern mit einem Gesichtsfeld von 3,5° × 11° und sechs 2k × 2k Quecksilber-Cadmium-Tellurid (HgCdTe)-Photodetektor-Arrays. Jedes 2k × 2k Fokalebenen-Array kann mit einem linearen variablen Filter abgedeckt werden, der schmalbandige Messungen mit einer Bandenmitte ermöglicht, die entlang einer Achse des Arrays variiert. SPHEREx soll die Spektren durch Mehrfachbelichtung erhalten, wobei die Quelle an mehreren Positionen im Gesichtsfeld platziert werden soll, wo sie bei mehreren Wellenlängen durch Neuausrichtung der Raumsonde gemessen wird.
Das SPHEREx-Raumfahrzeug und das Teleskop wurden von Ball Aerospace & Technologies bereitgestellt, während die Nutzlast von Caltech und dem Jet Propulsion Laboratory der NASA entwickelt wurde. Das Korea Astronomy and Space Science Institute wird zusätzliche Unterstützung in Form einer nicht für den Flug bestimmten kryogenen Testkammer bereitstellen.

## Missionsauswahl und -planung
Der Vorschlag für SPHEREx wurde im Dezember 2014 bei der NASA eingereicht und im Juli 2015 für die weitere Konzeptausarbeitung (Phase A) im Rahmen des Small-Explorer-Programms (SMEX) ausgewählt. Der detaillierte Konzeptbericht wurde im Juli 2016 bei der NASA eingereicht, aber letztlich nicht für SMEX ausgewählt. Eine verbesserte Version von SPHEREx wurde im Dezember 2016 als Medium-Class Explorer (MIDEX) eingereicht und im August 2017 zusammen mit zwei weiteren konkurrierenden Missionen als Finalist ausgewählt: Arcus und Fast Infrared Exoplanet Spectroscopy Survey Explorer (FINESSE). Jedes Team erhielt 2 Millionen US-Dollar, um ihre Missionskonzepte über einen Zeitraum von neun Monaten zu verfeinern.
SPHEREx wurde im Februar 2019 als Gewinner ausgewählt, und die Mission wurde genehmigt, um mit dem Bau und dem Start fortzufahren. Die Kosten der Medium-Class-Explorer-Mission sind auf 250 Millionen US-Dollar gedeckelt, wobei die Trägerrakete nicht eingeschlossen ist. Im April 2020 beliefen sich die vorläufigen Gesamtkosten der Mission auf etwa 395 bis 427 Millionen US-Dollar. Die Schätzungen für 2020 beinhalten die Kosten für die Trägerrakete und die NASA-Reserven, die nicht Teil der Kostenobergrenze sind.
Im Januar 2021 gab die NASA bekannt, dass die Mission in die Phase C eingetreten ist, was bedeutet, dass die frühen Konstruktionspläne genehmigt wurden und die Teams mit der endgültigen Konstruktion und der Zusammenstellung der Hard- und Software beginnen können. Der Start wurde zwischen Juni 2024 und April 2025 erwartet. Im Februar 2021 gab die NASA bekannt, dass sie die SpaceX Falcon 9 für den Start des Raumfahrzeugs ausgewählt hat, und dass sich die Gesamtkosten für den Start auf 98,8 Millionen US-Dollar belaufen werden. Im August 2022 gab die NASA bekannt, dass die vier Mikrosatelliten der PUNCH-Konstellation für dreidimensionale Beobachtungen der Sonnenkorona als Rideshare-Nutzlasten zusammen mit SPHEREx gestartet werden.